# Héliot de Vesoul
 (mars 2025).
Motif : Sources centrées et neutres ? Notoriété encyclopédique ?
- Archive Wikiwix
- Bing
- Cairn
- DuckDuckGo
- E. Universalis
- Gallica
- Google
- G. Books
- G. News
- G. Scholar
- Persée
- Qwant
- (zh) Baidu
- (ru) Yandex
- (wd) trouver des œuvres sur Wikidata

| 1. | Préciser le motif de la pose du bandeau. | Précisez le motif de la pose du bandeau en utilisant la syntaxe suivante : {{admissibilité à vérifier\|date=août 2025\|motif=remplacez ce texte par le motif}}                        |
| 2. | Informer les utilisateurs concernés.     | Pensez à avertir le créateur de l'article, par exemple, en insérant le code ci-dessous sur sa page de discussion : {{subst:avertissement admissibilité à vérifier\|Héliot de Vesoul}} |

Héliot de Vesoul (se dit Elias en hébreu, également appelé Hélie de Vesoul), probablement né vers 1265-1270 et probablement décédé vers 1345-1350, est un banquier et commerçant juif du XIIIe siècle et XIVe siècle. Chef d'une importante société bancaire, Héliot tient ses opérations commerciales à Vesoul, cité alors localisée dans le comté de Bourgogne, actuellement dans la Haute-Saône, en Franche-Comté.

## Biographie
Héliot de Vesoul serait probablement né vers 1265-1270. Les activités bancaires de Héliot s'étalent au moins de 1296 jusqu'à 1318, voire plus tard.
En 1306, de nombreux habitants de Vesoul sont expulsés par les grands comtes. Héliot et d'autres juifs de Vesoul sont alors épargnés grâce à leurs importances à l'économie locale. 
En 1315, Héliot de Vesoul fait partie des syndics des Juifs de la langue d'oïl qui négocièrent le retour en France des Juifs qui avaient èté expulsés en 1306.
Le 4 mars 1319, au retour d'Hugues de Bourgogne et à sa parole sur la foi du serment d'aider à réduire les créances, Héliot se dévoue pour aider les grosses communautés juives de la région, c'est-à-dire de Fondremand, de Montbozon, de Port-sur-Saône, d'Apremont et de Poligny, et donne un montant de 500 livres.
En 1348, la peste noire ravage la ville ; les Juifs sont alors accusés d'avoir empoisonné les puits de la ville et quatre-vingt d'entre eux sont torturés et tués.
Héliot avait au moins un fils, Vivant de Vesoul, qui était aussi son associé. Il serait vraisemblablement mort avant 1321. La majorité des sources indiquent que Manessier de Vesoul serait également son fils.

## La banque d'Héliot
Elle a fondé des grands intérêts dans le commerce et dans les crédits, employant à cette époque 82 personnes, dont une partie de juifs. En étant une banque, la maison Héliot est aussi un commerce qui vend en gros et en détail. Leurs réserves de marchandises se réalisent dans de grands entrepôts qui stockent des éléments, tel du blé qu'il font moudre mais aussi de la viande, du vélin, de la graisse, de la cire à sceller, des harengs saurs venu de Flandre, de la paille, du foin, des étoffes, de la laine, du fil, du lin et de multiples autres marchandises très utilisées.

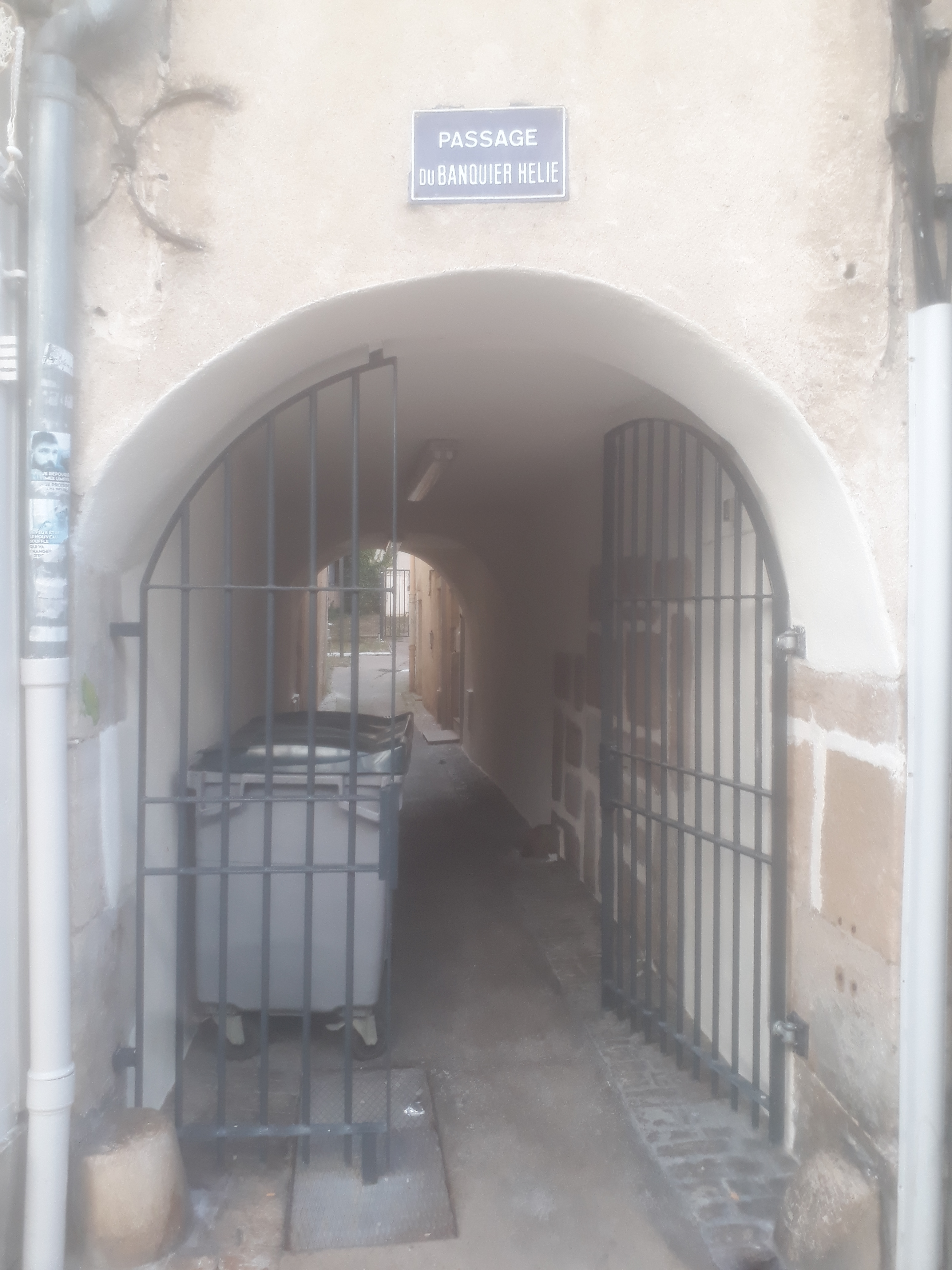
Passage au centre-ville de Vesoul nommé Passage du banquier Helie en référence au banquier Héliot (photographié le 12 août 2020).

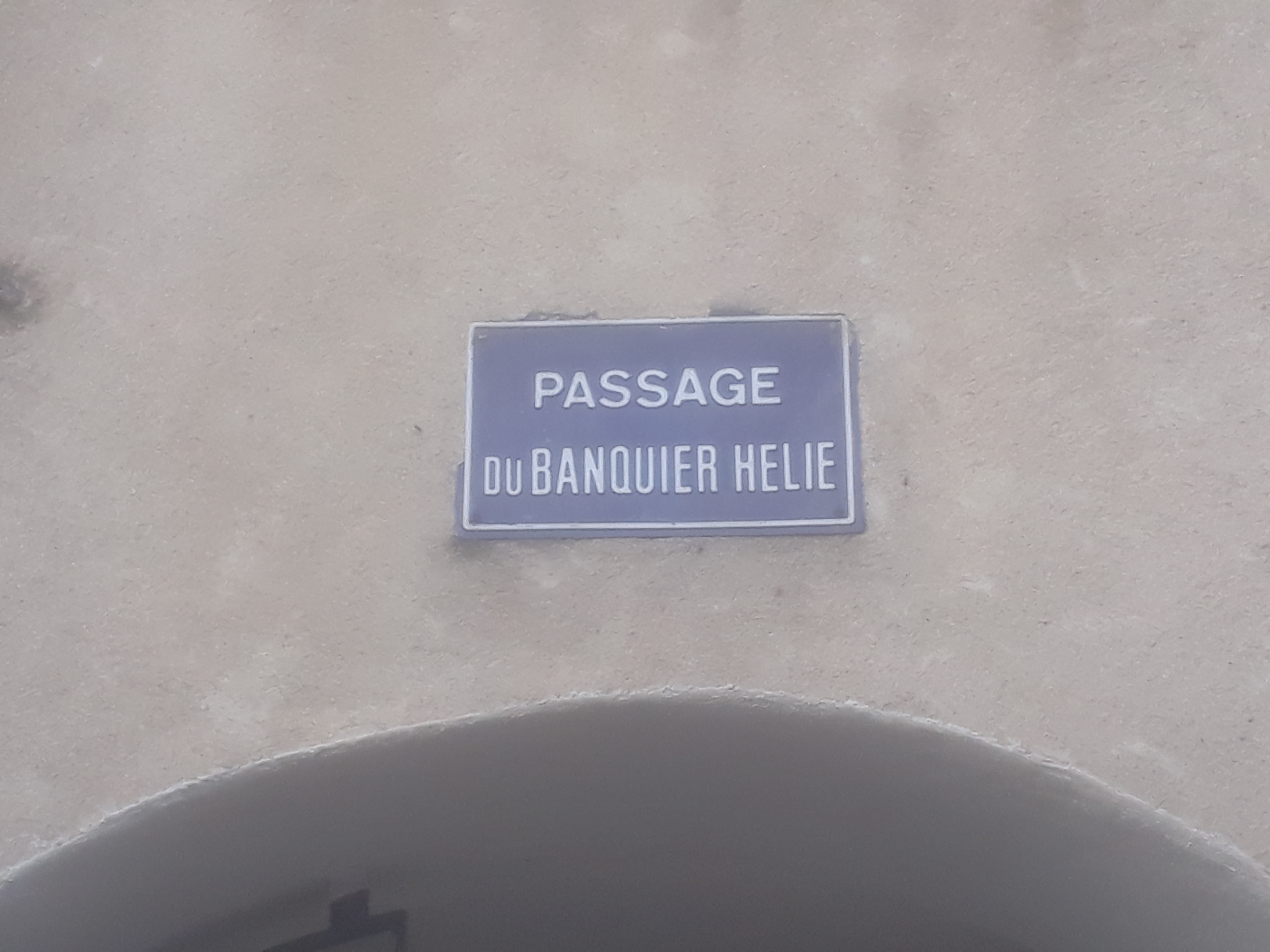
Panneau du passage du banquier Hélie.

Leurs affaires sont alors reconnues a grande échelle, puisqu'ils possèdent des clients dans toute la France et même en dehors; en Allemagne, en Italie, en Angleterre... Au début du XIVe siècle, la banque Héliot de Vesoul propose de faire crédit aux pauvres, pour des prêts de quelques sols. Heliot fait aussi des crédits aux riches pour plusieurs centaines de livres, cependant la fortune des Héliot provient surtout du commerce en gros.
Les chrétiens vont s'associer à Héliot. Ils vont notamment aider les familles au transport de marchandises avec des charrois.
Héliot a également en sa possession des vignes, où la production de vin est importante. La dîme est payée au curé de Vesoul. Des éléments et des noms ont été retrouvés dans un registre des Héliot. Ils indiquent qu'Henri, fils de l'ancien souverain du comté, correspondait régulièrement avec Héliot et venait quelquefois à Vesoul pour le voir. Le travail de la famille ne s'arrête pas là. La maison vésulienne est également chargée de percevoir les impôts et les tailles dont le produit est versé au Trésor. La maison Héliot possède des fidèles compères dans une bonne partie de la région, mais très particulièrement à Vesoul. Ainsi, le prévôt de Vesoul, faisait régulièrement des affaires avec Heliot. Il leur emprunte de l'argent et participe à des négociations, concernant la production des vins.
Les livres de comptes des Héliot contiennent de très nombreuses informations sur leurs dépenses et achats de terrains viticole au début du XIVe siècle. Les livres de la famille ont, bien entendu, été d'une importante extrême dans le crédit et le commerce de la famille Héliot. Mais ils attestent également l'existence et l'histoire de la famille, car elle n'a pas été prouvée dans d'autres moyens. Le système de commerce s'est fait connaître dans deux ouvrages de 216 pages qui ont été traduits en hébreu.